# Röd glada
Uppslagsordet ”Glada” leder hit. Se även glador.
Röd glada (Milvus milvus) är en rovfågel tillhörande familjen hökar. Fram till mitten av 1800-talet var röd glada allmänt förekommande i hela Västeuropa och i södra Skandinavien. Under 1900-talet minskade den kraftigt på många håll och förekommer därför idag lokalt i Västpalearktis. IUCN kategoriserar den dock numera som livskraftig.

## Utseende och läte
Hanens huvud och hals är vitaktiga med längsgående bruna streck, rygg och vingtäckare mörkbruna med rostbruna och vitaktiga fjäderkanter. Bröstet och undersidan är färgade i brunrött med svartbruna spolstreck. Lårfjädrar, undergump och stjärttäckare är blekt rostbruna med svartbruna fjäderspolar. Yttre vingpennor är svarta, inre svartgrå med vitgrå fjäderkanter. Den karakteristiskt långa och kluvna stjärten är rödbrun med svartaktiga tvärstreck. Honan är i stort sett oskiljbar från hanen, möjligen har den mörkare färger och är mindre i storlek. Ungfåglarna har mindre tydliga tvärband på stjärten och är överlag mer kontrastrika i färgerna. Äggen är grönvitaktiga, ofta med kraftiga, bruna fläckar och hårfina snirklingar. Längden är 60–70 cm och vingspannet 170–185 cm.
Den röda gladan är i allmänhet ganska tystlåten, men kan under fortplantningstiden ge ifrån sig ett gällt, nästan gnäggande hiäh-hihihihi-hi-hiäh och ibland ett dämpat hi-äh.

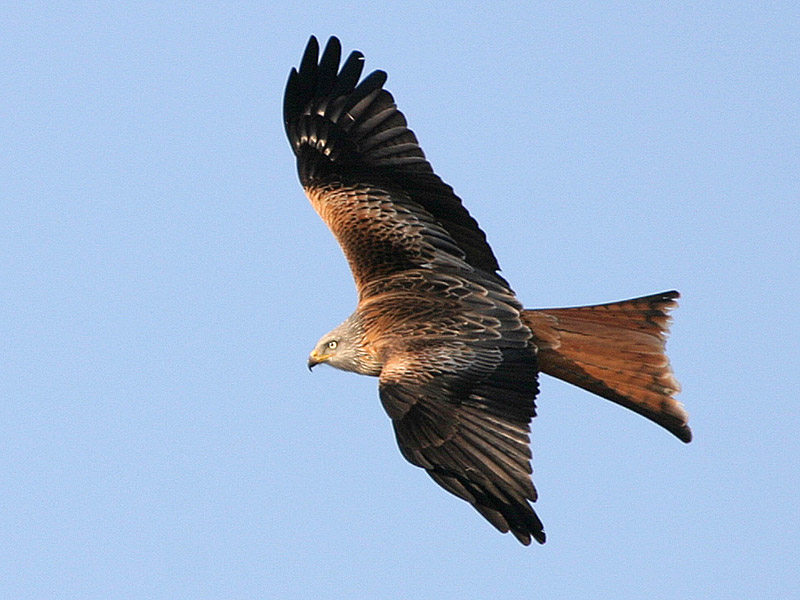
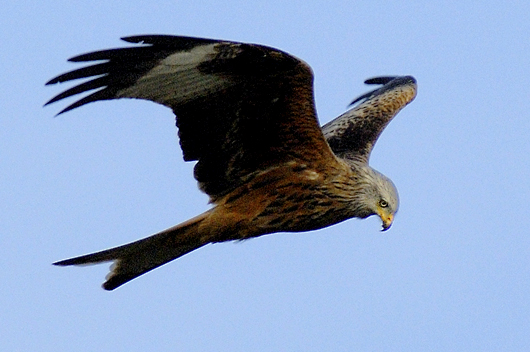

## Utbredning och systematik

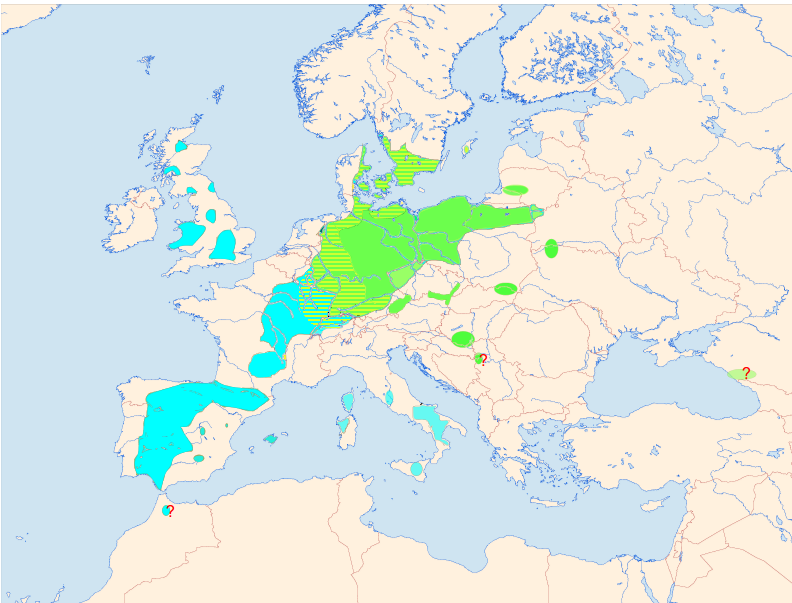
Ungefärligt utbredningsområde för röd glada.
turkos: Förekommer året runt
grönt: Kort- eller medelavståndsflyttande
gulgrönrandigt: Mestadels flyttfåglar
gulturkosrandigt: Mestadels stannfåglar och övervintrare
Icke-häckande, 1-2-åriga individer kan uppträda på andra håll i Europa under häckningstid.

Den röda gladan är endemisk för Västpalearktis och förekommer lokalt i Syd- och Mellaneuropa och österut genom Mindre Asien till Iran, samt i de nordvästra delarna av Afrika och eventuellt i allra nordöstligaste Afrika.

### Systematik
Röd glada beskrevs första gången taxonomiskt 1758 av Carl von Linné i hans verk Systema naturae under det vetenskapliga namnet Falco milvus.
Röd glada delades 1995 upp i de två underarterna M. milvus och M. fasciicauda av Hazevoet, men denna uppdelning är omdiskuterad och stöds inte av auktoriteter som exempelvis BirdLife Taxonomic Working Group.
Den röda gladan kan hybridisera med brun glada vilket konstaterats i fångenskap och i det vilda på Kap Verde. Kap Verdes population av röd glada, som dog ut 2000, var morfologiskt en ganska distinkt grupp och såg ut som en mellanform mellan röd och brun glada. Frågan huruvida "kapverdeglada" borde anses vara en egen art (Milvus fasciicauda) eller en underart av röd glada har aldrig riktigt blivit fastslaget. En studie av mtDNA utförd 2005 på specimen från museum visade på att kapverdegladan inte formade en monofyletisk utvecklingslinje bland eller parallellt med röd glada.
Dock är denna tolkning problematisk av många skäl. Analyser av mtDNA är mycket känsliga för fall av hybridisering, Kap Verdes evolutionära historia är dåligt känd. De genetiska släktförhållandena bland röd glada är allmänt mycket förvirrande, där geografisk närhet inte nödvändigtvis behöver vara en indikator för släktskap. Som helhet är de genetiska likheterna inom världspopulationen stora bland röd glada. Detta i sig indikerar att kapverdeglada kanske var en reliktart.
Utifrån dess distinkta morfologi tillsammans med det faktum att kapverdepopulationen var isolerad från andra populationer av röd glada, så kan det inte slutgiltigt avfärdas att kapverdegladan kan ha varit en underart till röd glada, M. migrans fasciicauda, eller till och med en art som ofta absorberade felflugna flyttfåglar från Europa till populationens genpool.
Kapverdepopulationen är utdöd sedan år 2000 och de kvarvarande gladorna på Kap Verde är alla hybrider med brun glada, och även detta är ett faktum som ställer frågor kring populationens taxonomiska status.

### Förekomst i Sverige
Röd glada häckar i södra Sverige. Den absoluta merparten häckar i Skåne, men förekommer idag som häckfågel i öppet kulturlandskap ända upp till en linje från Västergötland till Södermanland samt på Öland och Gotland. Delar av den svenska populationen stannar i landet året runt, medan andra flyttar till vinterkvarter kring Medelhavet. Den återvänder kring månadsskiftet mars-april.

## Ekologi
Gladan är en god glidflygare, den manövrerar med vridningar på stjärten och vingarna i olika vinklar. Gladan trivs i omväxlande, gärna kuperat, landskap med såväl skog som öppen mark och närhet till sjöar. Den bygger gärna sitt bo i skogsbryn.

### Häckning

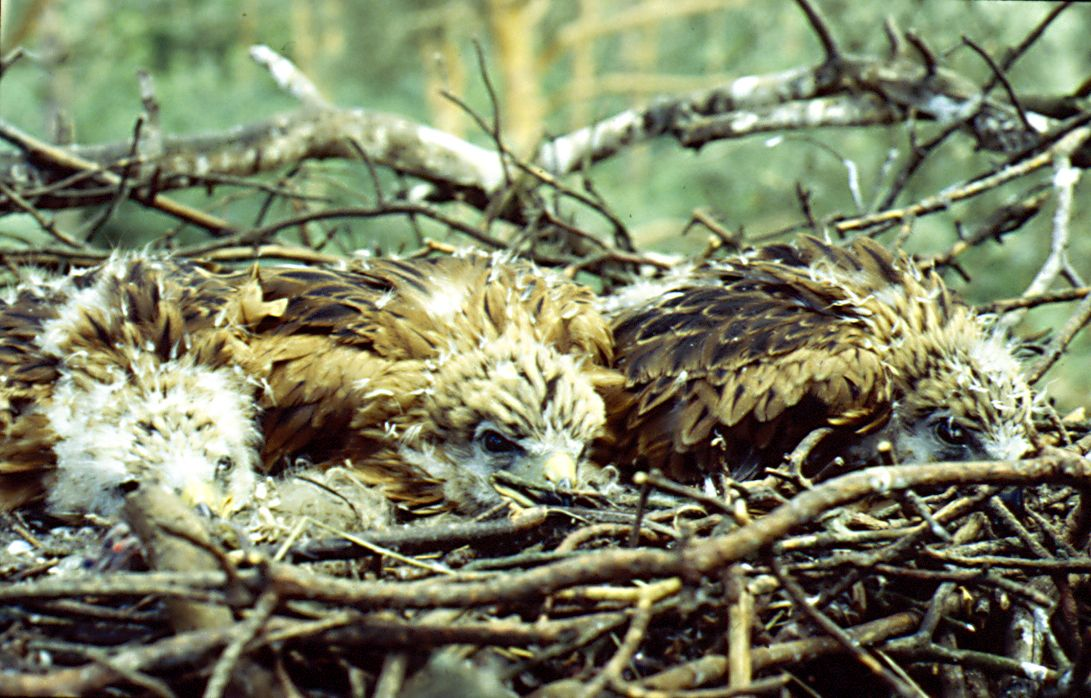
Bo med tre ungar.

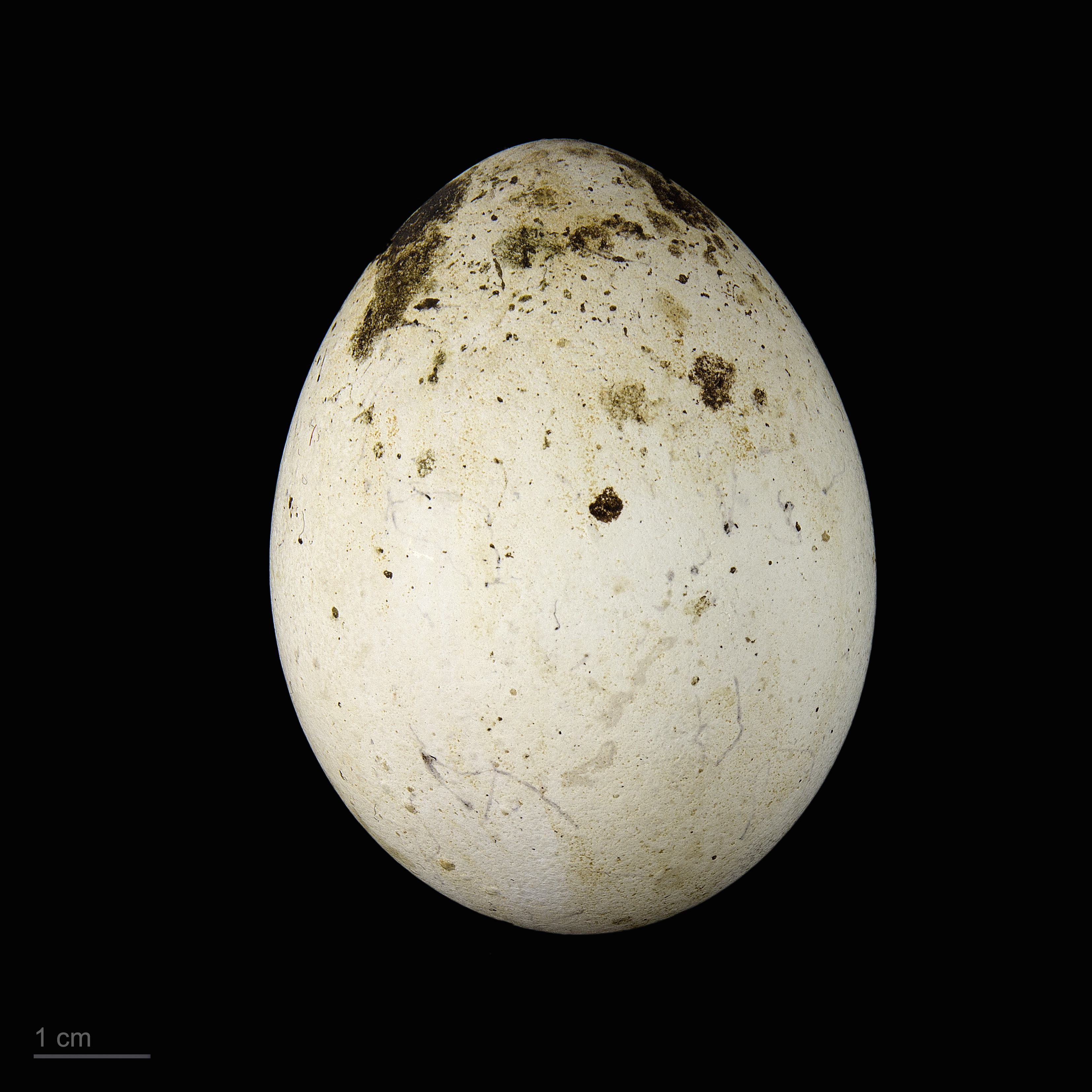
Ägg från röd glada.

Det relativt lilla boet, som byggs av honan i höga träd, består av pinnar, kvistar och ofta av papper, tygtrasor och annat avfall den hittar. Det händer också ofta att den tar över andra rovfågelbon. I slutet av april eller början på maj lägger honan vanligtvis 2-4 ägg. Äggen kläcks efter ca 30 dagar. Ungarna stannar i boet tills de är cirka 7-8 veckor gamla. Först då är de flygfärdiga, och återvänder i ytterligare 2-3 veckor för att bli utfodrade. Vid 2 års ålder blir honorna könsmogna. För hanen kan det dröja ytterligare något år.

### Föda
Gladan är allätare och dess föda består av bland annat fisk, fågelungar, kräldjur, insekter, grodor och små däggdjur. Den stjäl även byte från andra rovfåglar genom att förfölja dem och slå emot dem så att de tappar sitt byte. Slaktavfall, självdöda djur och annat as går också bra. Gladan spanar gärna längs de större vägarna efter trafikdödade djur.

## Röd glada och människan

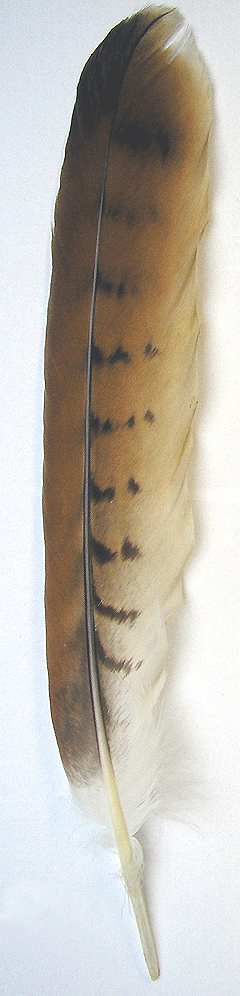
Stjärtfjäder från röd glada

### Status och hot
Fram till mitten av 1800-talet var röd glada allmänt förekommande i hela Västeuropa och i södra Skandinavien, men är numera sällsynt om inte utrotad i delar av utbredningsområdet. Idag ökar den i antal och vidgar åter sitt utbredningsområde, så pass att internationella naturvårdsunionen IUCN omkategoriserade populationen av röd glada från nära hotad (NT) till lägsta hotnivån livskraftig (LC) 2020.Arten minskar dock fortfarande i södra Spanien, Portugal och lokalt i Tyskland och möjligen Frankrike. Den har även försvunnit som häckfågel i Marocko. Det största hotet mot arten utgörs av illegal avsiktlig och oavsiktlig förgiftning av pesticider och olika gifter mot gnagare som råttgift. Andra sekundära hot mot arten utgörs av kraftledningar och vindturbiner som fåglarna kan krocka med, jakt, trafikdöd och habitatförlust av skog. På lokal nivå kan även äggplundring utgöra ett hot. Även konkurrens ifrån den mer framgångsrika brungladan kan också utgöra ett hot och likaså minskningen av öppna soptippar. Världspopulationen uppskattas idag till mellan 60 000 och 70 000 häckande individer.

#### Status i Sverige
Redan 1922 skrev Ericson "Man tror sig ha iakttagit, att denna fågel på senare årtiondena minskats i antal i vårt land." Under 1970-talet var röd glada på väg att försvinna som häckfågel i Sverige på grund av gifter och aktiv förföljelse. 1972 fanns bara 19 individer i Sverige. Sedan dess har dock fridlysning och minskad giftanvändning haft en positiv effekt. Även bevarandeprojektet Projekt Glada, inititerat av Världsnaturfonden, har bidragit till den uppåtgående populationstrenden och arten är numera relativt vanlig i Skåne och förekommer som häckfågel även i andra landskap i södra Sverige. Enligt Sveriges Ornitologiska Förening (numera BirdLife Sverige) fanns 2009 cirka 1950 par i Sverige, varav 1800 par i Skåne Idag uppskattas beståndet till mellan 3800 och 4400 häckande individer.

### Namn
Röd glada har tidigare ofta bara kallats för "glada". Enligt Rietz 1862 har röd glada dialektalt kallats "glänna" i Skåne och "glänta", "gläna" eller "glära" i Halland. Enligt Ericson 1922 kallades den i Skåne även för "kungsglada" och "glänta" (jämför danska rød glente), vilket den även kallades i Småland. Vidare säger han att den även kallades för "ormvråka" i Småland och "onsvala" i Västmanland. Enligt Malm 1877 kallades röd glada för "glädd" i vad han enbart beskriver som inlandet, vilket förmodligen innebär inlandet av Västergötland.

### I kulturen
Den röda gladan är det svenska landskapet Skånes landskapsfågel och vapen för Tomelilla kommun.